# 2035 Stearns
2035 Stearns este un asteroid din centura principală, descoperit pe 21 septembrie 1973 de James Gibson.